# Arinsal

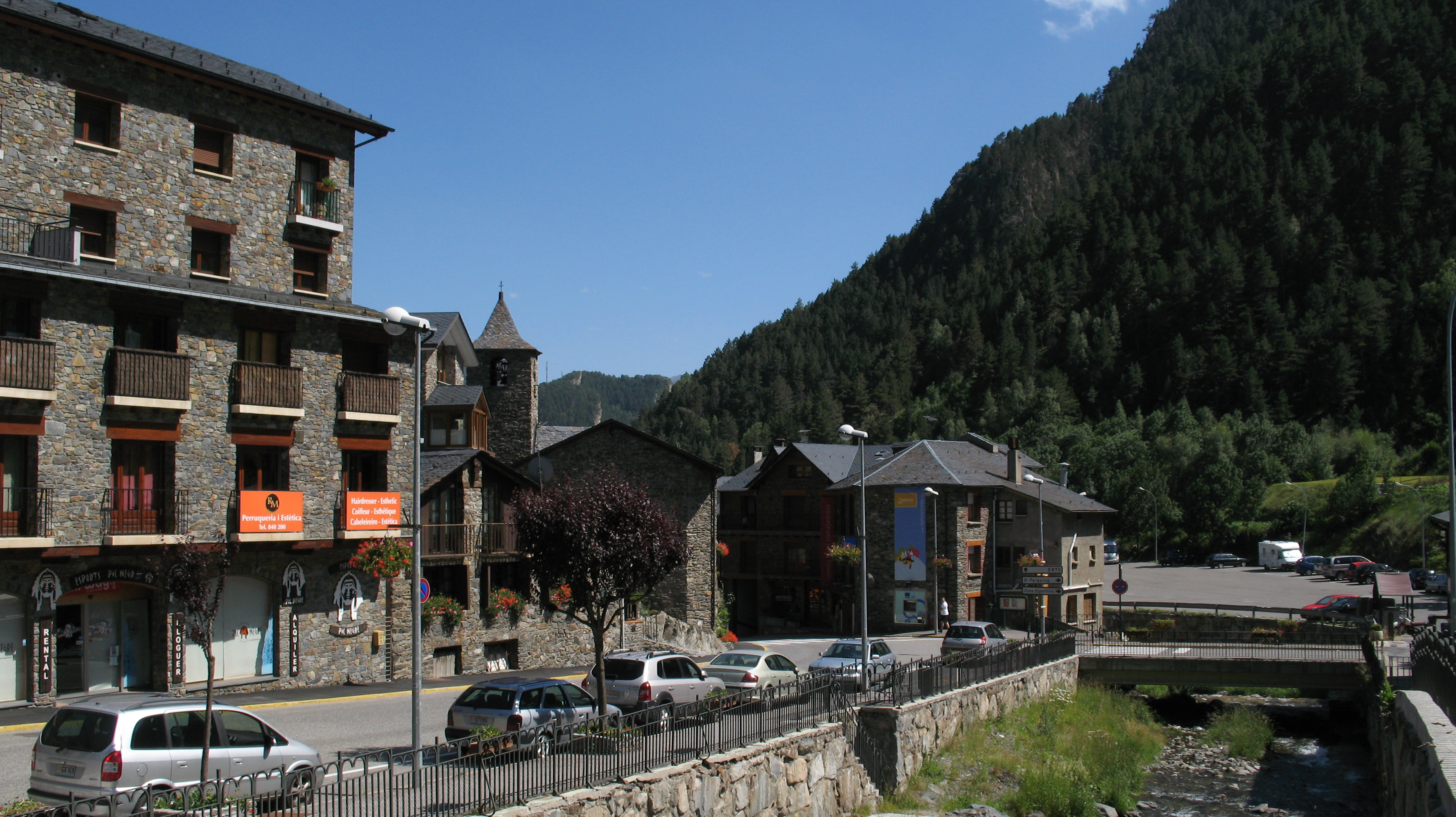
Arinsal

Arinsal (pronúncia catalã [əɾinˈsal]) é uma aldeia na paróquia (ou freguesia) de La Massana, em Andorra.

## Geografía
Está localizado no vale do rio Arinsal a uma altitude de 1467 metros. No seu território estão os montes de Coma Pedrosa, Medecorba e Pla de l'Estany, que são os mais altos do país.

## Demografia
Sua população é de 800 habitantes, mas recebe um grande número de turistas durante todo o ano, especialmente de novembro a abril atraindo turistas para a pratica de esqui, snowboard e Montanhismo.